# Nolans

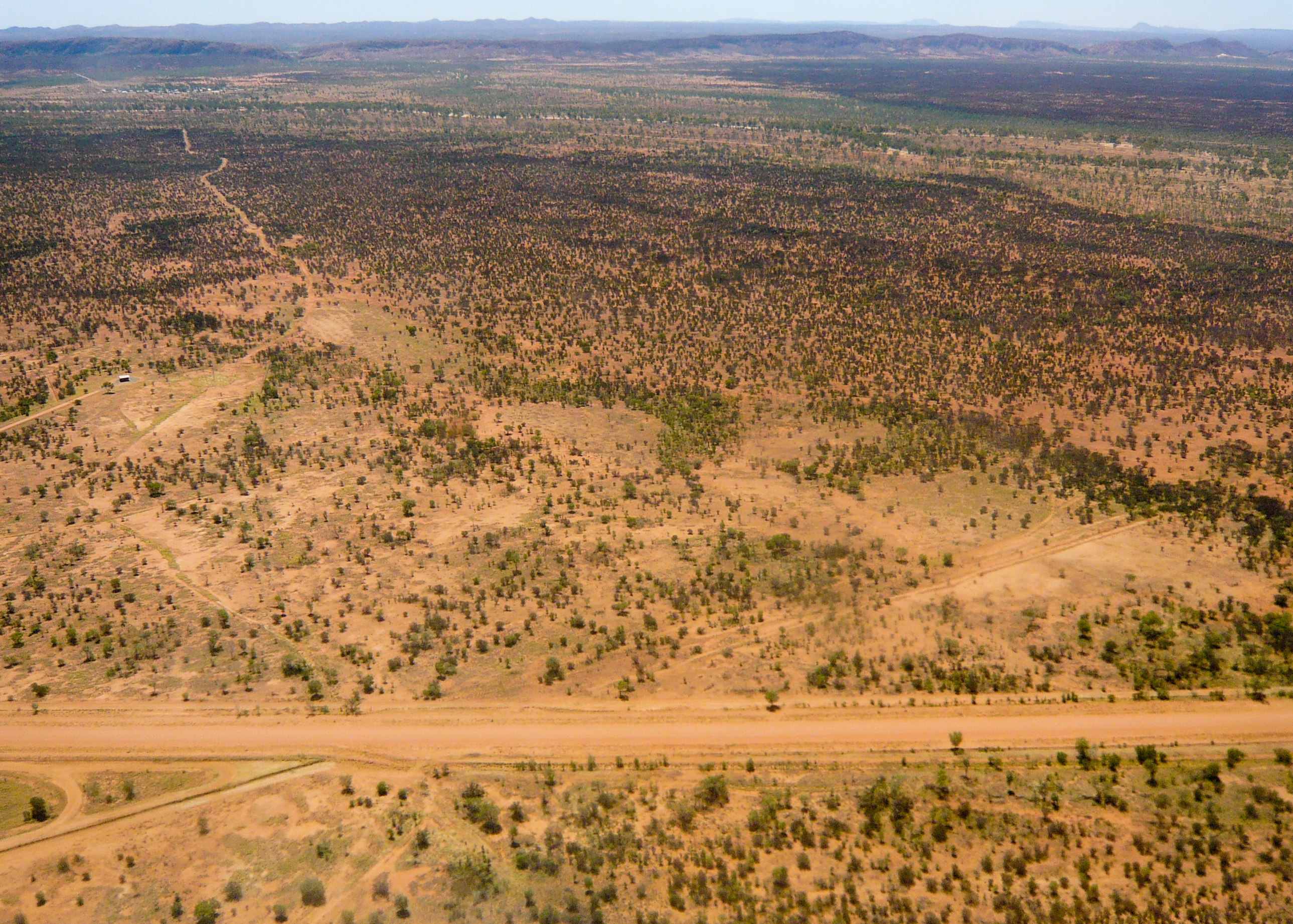
Ungefähres Aussehen der Nolans, gesehen vom Flughafen in Alice Springs

Das Nolans ist eine Buschsteppe im Outback, von Australiens Northern Territory, 7,5 km von Anna’s Reservoir Conservation Reserve, 10 km von Aileron Roadhouse, 18,5 km von Ryan Well, 28,5 km Native Gap, ca. 135 km von Alice Springs entfernt. Durch das Gebiet läuft der Stuart Highway bis nach Darwin. Der Nolans Bore ist der reichsten Lagerstätten an den Metalle der Seltenen Erden, Fluoride, Allanit, Uran und Phosphor. Die Gegend wird zu 100 % von der Arafura Resources ausgebeutet.
Koordinaten: 22° 33′ 54″ S, 133° 14′ 20,4″ O